# Orchestre philharmonique de Radio France
L’Orchestre philharmonique de Radio France est l’une des quatre formations permanentes de Radio France, avec l’Orchestre national de France, le Chœur de Radio France et la Maîtrise de Radio France. Il est administré par Les Concerts de Radio France.

## Historique
Son origine est l'Orchestre Radio-Symphonique, constitué en juin 1937 et confié au chef d'orchestre Rhené-Baton. Après l'armistice de juin 1940, nombre des membres de l'orchestre se retrouvent bloqués dans Paris occupé, tandis que les services artistiques de la Radio se recomposent progressivement à Marseille.
Ce n'est qu'à l'été 1941 que la Radio de Vichy reconstitue un nouvel orchestre parisien, l'Orchestre Radio-Symphonique de Paris, après audition de 120 musiciens devant un jury placé sous la présidence d'Alfred Cortot. En 1947, cet Orchestre Radio-Symphonique est placé sous l'autorité d'un chef permanent, Eugène Bigot.
Il devient l'Orchestre philharmonique de la Radiodiffusion-télévision française en 1952, puis de l'ORTF en 1964.
Il passe sous la responsabilité de Radio France le 1er janvier 1975 et est refondé en 1976 sous le nom de Nouvel Orchestre philharmonique (NOP) par la volonté de Pierre Vozlinsky, directeur de la musique de Radio France, en accord avec le compositeur Gilbert Amy (déjà chef des services musicaux de la Radiodiffusion avant la disparition de l'ORTF) qui en fut le premier directeur musical. Cette refondation semble avoir été prévue de longue date, et son organisation complexe en avait été confiée à Jean-Pierre Guillard, musicien expert et membre de la Cour des Comptes. Ce n'est donc qu'incidemment que cette refondation répond aux critiques formulées par Pierre Boulez contre la rigidité des formations symphoniques traditionnelles. Le NOP regroupe alors des membres de l'ancien Orchestre philharmonique, de l'Orchestre lyrique et de l'Orchestre de chambre d'André Girard. Le nombre important de ses membres permet éventuellement de le diviser en plusieurs formations, il semble que c'est à son propos qu'on ait pour la première fois utilisé l'expression d'"orchestre à géométrie variable". Pour suppléer à la disparition de l'Orchestre Lyrique, la Saison lyrique fondée par Jean-Pierre Marty en 1974 se perpétua jusqu'à 1981 avec la collaboration du NOP et de l'Orchestre national de France.
Le NOP a été rebaptisé Orchestre philharmonique de Radio France en 1989. Après Gilbert Amy, les directeurs musicaux de l'Orchestre ont été Marek Janowski, Myung-Whun Chung et, à partir de 2015, Mikko Franck.
- 1937 : naissance de l'Orchestre radio-symphonique[1] ;
- 1941 : création de l'Orchestre radio-lyrique et du Quatuor à cordes de la radiodiffusion française ;
- 1952 : création de l’Orchestre de chambre de la radiodiffusion française ; l'Orchestre radio-symphonique devient l'Orchestre philharmonique de la radiodiffusion française ;
- 1964 : l'Orchestre philharmonique de la radiodiffusion française devient l'Orchestre philharmonique de l'ORTF ;
- 1975 : Radio France succède à l'ORTF ;
- 1976 : le Nouvel Orchestre philharmonique de Radio France regroupe l'Orchestre lyrique, l'Orchestre de chambre et l'Orchestre philharmonique de l'ORTF ;
- 1989 : la formation est rebaptisée Orchestre philharmonique de Radio France et a depuis gardé cette dénomination.

## Configuration
L'orchestre est composé de 141 musiciens et a la particularité de pouvoir aborder tous les répertoires du XVIIIe siècle à nos jours, que les œuvres soient écrites pour petit ensemble ou pour grand orchestre, chaque groupe, composé en fonction de l'écriture des œuvres, pouvant travailler simultanément. C'est ce qui lui permet d'offrir au public des antennes de Radio France une très grande variété de programmes, avec pas moins de 50 programmes originaux chaque année. L’Orchestre philharmonique de Radio France donne en moyenne quatre-vingt-dix concerts par an à Paris, en particulier à l'auditorium de la Maison de la Radio et de la Musique où il est en résidence, et lors de tournées en France et à l’étranger (Europe, États-Unis, Amérique latine, Asie, Moyen-Orient).

## Direction
- 1937 - 1940 : Rhené-Baton (Orchestre Radio Symphonique)
- 1947 - 1965 : Eugène Bigot (permanent, Orchestre Radio Symphonique)
- 1951 - 1976 : Adolphe Sibert (permanent, Orchestre radio-lyrique)
- 1965 - 1970 : Charles Bruck (permanent, Orchestre philharmonique de l'ORTF)
- 1976 - 1989 : Gilbert Amy (direction musicale, Nouvel Orchestre philharmonique)
- 1981 - 1983 : Hubert Soudant (directeur musical) ; Emmanuel Krivine (premier chef invité)
- 1984 - 1989 : Marek Janowski (premier chef invité)
- 1989 - 2000 : Marek Janowski (direction musicale, Orchestre philharmonique de Radio France)
- 2000 - 2015 : Myung-Whun Chung (direction musicale ; reçoit le titre de directeur musical honoraire à la fin de son mandat)
- 2015 - 2026 : Mikko Franck (direction musicale)
- 2026 - : Jaap van Zweden (direction musicale)

Les plus grands musiciens sont venus enrichir le travail de l'orchestre aux côtés de Myung-Whun Chung, qu'il s'agisse de personnalités aussi exceptionnelles que Pierre Boulez, Esa-Pekka Salonen, Valery Gergiev ou Ton Koopman, que des meilleurs chefs de la jeune génération avec lesquels l'orchestre a noué des relations privilégiées : Gustavo Dudamel, Mikko Franck, Alan Gilbert, Daniel Harding, Vasily Petrenko, Lionel Bringuier.

## Activités

### Concerts à Paris
Depuis le 14 novembre 2014, la plupart des concerts de l'Orchestre philharmonique de Radio France se déroulent dans l'auditorium de la Maison de la Radio, à l'exception de quelques concerts à la Philharmonie de Paris.

### Concerts donnés lors de festivals
L'Orchestre philharmonique de Radio France se produit lors de festivals, comme les Chorégies d'Orange en juillet 2013 ou le Festival de Saint-Denis, où il se produit régulièrement, et dont il a assuré le concert inaugural à la Basilique de Saint-Denis pour l'édition 2018.

### Dimension internationale
Myung-Whun Chung peut se réjouir de voir l'Orchestre philharmonique de Radio France aujourd’hui reconnu comme l’une des plus remarquables phalanges européennes. Ces dix dernières années ont d'ailleurs été marquées par de nombreuses tournées internationales sur tous les continents : Europe, Russie (Moscou et Saint-Pétersbourg), Asie (Chine, Corée et Japon), États-Unis, Amérique latine, Moyen-Orient (Abu Dhabi).
Les musiciens de l’Orchestre philharmonique de Radio France et Myung-Whun Chung sont Ambassadeurs de l'UNICEF depuis septembre 2007.
Sous la direction de  Myung-Whun Chung, les musiciens de l'Orchestre philharmonique de Radio France et les chanteurs de la Maîtrise de Radio France ont enregistré la version originale de l'hymne international de l'UNICEF composé par le canadien Steve Barakatt.
Le mardi 5 novembre 2019,  l’Orchestre Philharmonique de Radio France et l'Orchestre philharmonique de Chine ont signé un accord de partenariat pour les trois prochaines saisons.

### Activités pédagogiques
L’Orchestre philharmonique offre les clefs du répertoire symphonique au public scolaire comme au public familial, avec la complicité de Jean-François Zygel ou avec des conteuses et des comédiens. Pour rester en contact avec les enfants, les parents et les enseignants, l’Orchestre philharmonique de Radio France a créé le site ZikPhil.fr.

### Diffusion
L’Orchestre philharmonique de Radio France a noué un partenariat fidèle avec France Télévisions, sur France 5 et sur la plateforme numérique Culturebox. Plusieurs de ses concerts sont également retransmis en vidéo sur les sites Internet de Radio France et d’Arte. La totalité des concerts des formations de Radio France est diffusée par France Musique.

## Logo

Ancien logo
Logo actuel